# Чадан
Чадан (рус. Чадан) град је у Русији у Туви.

## Становништво
| 1959. | 1970. | 1979. | 1989.  | 2002. | 2010. |
| ----- | ----- | ----- | ------ | ----- | ----- |
| 4.709 | 7.589 | 8.985 | 10.775 | 9.454 | 9.037 |